# Hauptpost Maputo

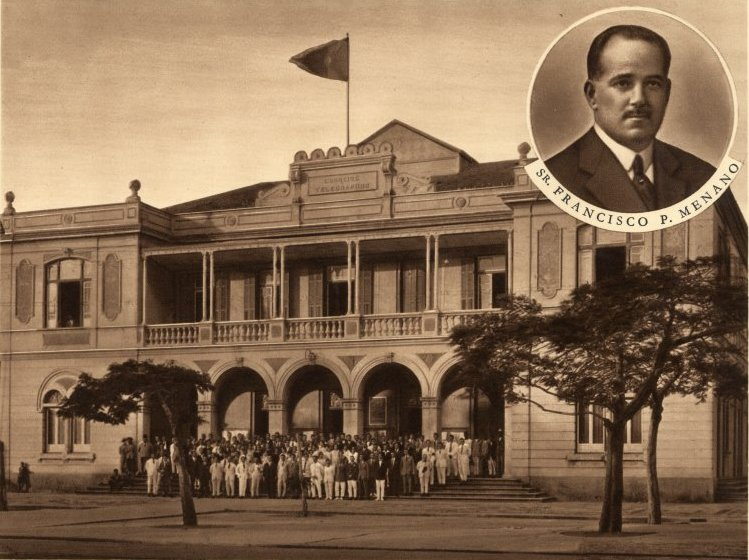
Foto des Hauptpostamtes (1929), in der Ecke ein Foto des damaligen Leiters der Post

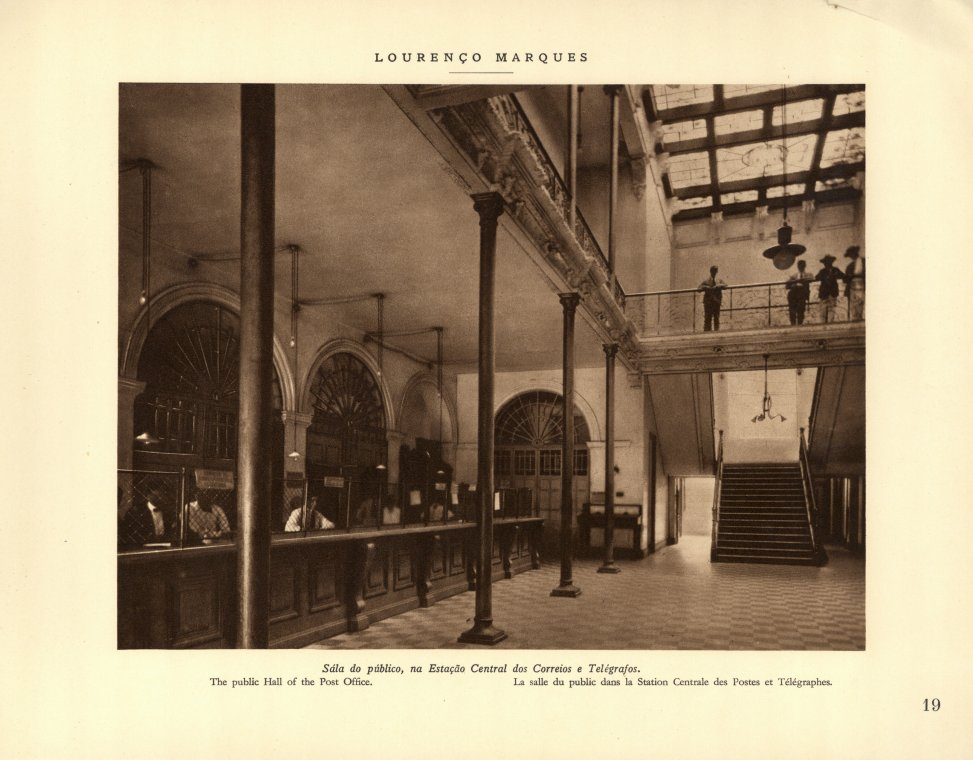
Eingangshalle mit Kundenschaltern (1929)

Die Hauptpost von Maputo, auf Portugiesisch „Estação central dos Correios de Maputo“, befindet sich in einem 1907 eröffneten Gebäude an der Avenida 25 de Setembro in der mosambikanischen Hauptstadt Maputo.

## Geschichte
Ende des 19. Jahrhunderts beauftragte die königliche portugiesische Post CTT den Architekten Carlos Machado mit dem Entwurf für einen Neubau eines Hauptpostamtes in Lourenço Marques, Hauptstadt der portugiesischen Kolonie Mosambik. Machado entwarf ein „T“-förmiges, zweistöckiges Gebäude, wobei die Hauptfront in Richtung Südwesten ausgerichtet ist. Die Front besitzt einen arkadenartigen Gang mit fünf Bögen mit drei Mittel- und zwei Eckpfeilern, die einen Balkon tragen.
Zwischen 1944 und 1945 wurde die Post nach Plänen des Architekten António Rodrigues da Silva erweitert.
Bis 1975 residierte in dem Gebäude die staatliche portugiesische Post CTT, die sowohl für Post als auch für Telekommunikation zuständig war. Seit der Unabhängigkeit Mosambiks ist das Gebäude Sitz der staatlichen Postgesellschaft Correios de Moçambique. Da sich der Postverkehr relativ in Grenzen hält, haben in den letzten Jahren die staatlichen Wasserwerke und die Bank BCI einen Teil der Kundenschalter übernommen und bieten dort seitdem ebenso ihre Leistungen an.
Seit 2011 befindet sich das Gebäude in der Vorauswahl für eine Denkmalliste der Stadt Maputo. In der portugiesischen Denkmaldatenbank Sistema de Informação para o Património Arquitectónico, das auch Denkmale ehemaliger portugiesischer Kolonien umfasst, ist das Gebäude mit der Nummer 31.352 eingetragen.